# Estação Saara / Presidente Vargas
Saara / Presidente Vargas (antes Presidente Vargas), é uma estação de metrô do Rio de Janeiro. Foi inaugurada junto com outras primeiras estações do metrô do Rio de Janeiro, em 1979. A estação localiza-se em um dos pontos mais movimentados do Rio de Janeiro, recebendo cerca de 17 mil pessoas por dia.
Fica no centro da cidade, ao longo da Avenida Presidente Vargas, perto de grandes centros administrativos regionais e comerciais.
Em 2022 a estação ganhou o prefixo relacionando-a ao polo comercial da região.
Possui três acessos: 
- Acesso A - Marechal Floriano
- Acesso B - Alfândega
- Acesso C - Palácio do Itamaraty (Acesso apenas de saída)